# Пшесецкая, Вера Николаевна
Вера Николаевна Пшесецкая (1879 — 1945 или 1946) — российская художница, член группы художников-космистов «Амаравелла».
О жизни Пшесецкой известно не слишком многое. Согласно воспоминаниям её соратника по «Амаравелле» Б. А. Смирнова-Русецкого, она происходила из курляндского рода фон Мантейфель и выросла в Санкт-Петербурге, но затем ушла из семьи, чтобы стать актрисой и певицей, выступая под сценическим именем Вера Пшесецкая; играла, в частности, в антрепризе Незлобина. Недолгое время была замужем за Петром Успенским, интересовалась различными эзотерическими практиками, была известна также под мистическими именами Руна и Рунегильда. В 1923 году вошла в число создателей группы художников-космистов «Амаравелла», рисовала своих друзей из «Амаравеллы» в виде Богов (поскольку все они считали, что уже прожили множество жизней). Утверждается также, что Пшесецкая часто встречалась с Н. К. Рерихом. В 1930 году была арестована и выслана, умерла в ссылке в Архангельской области. Почти всё художественное наследие Пшесецкой утрачено, сохранились 4 работы маслом и 1 пастелью.
Андрей Леонидович Никитин, историк тщательно изучавший историю мистических течений России первой половины XX века, писал: «Сейчас трудно утверждать, но какое-то влияние во второй половине 20-х годов Зубакин, по-видимому, оказал на группу рериховских последователей „Амаравелла“, во главе которой стояла артистка В. Н. Руна-Пшесецкая…». Это косвенно подтверждается тем, что встречи группы проходили на её квартире в Трубниковском переулке.
В Международном Центре-Музее имени Н. К. Рериха 7-го октября 2000 года была открыта выставка картин группы художников-космистов «Амаравелла»: С.Шиголева, П.Фатеева, В.Пшесецкой (Руны), А.Сардана, Б.Смирнова-Русецкого и В.Черноволенко.
В Государственном музее искусств Республики Каракалпакии им. И. В. Савицкого в мае 2010 г. состоялась выставка графики и живописи художников — космистов «Амаравелла», в которой экспонировались работы Руны Пшесецкой.

## Фильмы
- «Сотвори Мир», документальный фильм. Режиссёр В. В. Орехов. 1979 г.
- «Амаравелла», видеофильм Санкт-Петербургской ТВ-студии. Режиссёры Е. Плугатарёва, Л. Тележко. 1997 г.